# بخارپزی
بخارپزی یا بخارپز کردن روشی برای پخت‌وپز غذا با بخار است که برخلاف سرخ کردن ضرری برای سلامتی ندارد.
بخارپز کردن یکی از سالم‌ترین و خوشمزه‌ترین روش‌های پخت غذاست. 
در این روش، غذا به وسیله بخار آب پخته می‌شود و نیازی به روغن یا چربی اضافی نیست. 
این روش باعث حفظ بیشتر مواد مغذی غذا، ویتامین‌ها و آنتی‌اکسیدان‌ها می‌شود و طعم طبیعی و عطر غذا را بهتر حفظ می‌کند. 
همچنین، بخارپز کردن برای افرادی که رژیم غذایی دارند یا به دنبال کاهش وزن هستند، بسیار مناسب است زیرا کالری غذا را به طور قابل توجهی کاهش می‌دهد. 
غذاهای بخارپز شده سبک‌تر هستند و هضم آن‌ها راحت‌تر است، به همین دلیل برای افراد مسن و یا افرادی که مشکلات گوارشی دارند، گزینه‌ی مناسبی است.
استفاده از دستگاه بخارپز، مزایای روش بخارپز کردن را چندین برابر می‌کند. 
این دستگاه‌ها پخت غذا را آسان‌تر و سریع‌تر می‌کنند. 
برخی از دستگاه‌های بخارپز قابلیت تنظیم زمان و دما را دارند که به شما امکان می‌دهد تا غذا را با دقت بیشتری بپزید.
همچنین، دستگاه‌های بخارپز معمولا دارای سبدهای مختلفی هستند که به شما امکان می‌دهند چندین نوع غذا را همزمان بپزید و از فضای آشپزخانه به نحو احسن استفاده کنید.
از طرفی دیگر، تمیز کردن دستگاه‌های بخارپز نیز بسیار آسان است.
پارس خزر یکی از برندهای معتبر ایرانی در تولید لوازم خانگی است که دستگاه‌های بخارپز با کیفیت بالایی تولید می‌کند. 
این دستگاه‌ها از مواد با دوام ساخته شده‌اند و دارای گارانتی و خدمات پس از فروش مناسبی هستند.
با انتخاب دستگاه بخارپز پارس خزر، شما می‌توانید از مزایای بخارپز کردن غذا با آسودگی خاطر بهره‌مند شوید. 
قبل از خرید، بهتر است مشخصات فنی دستگاه‌ها را بررسی کنید و دستگاهی را انتخاب کنید که متناسب با نیازها و بودجه شما باشد..

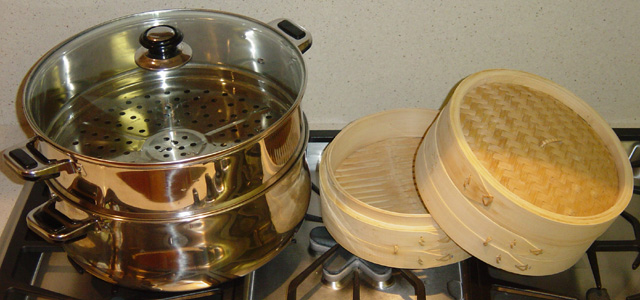
ابزار بخارپز کردن

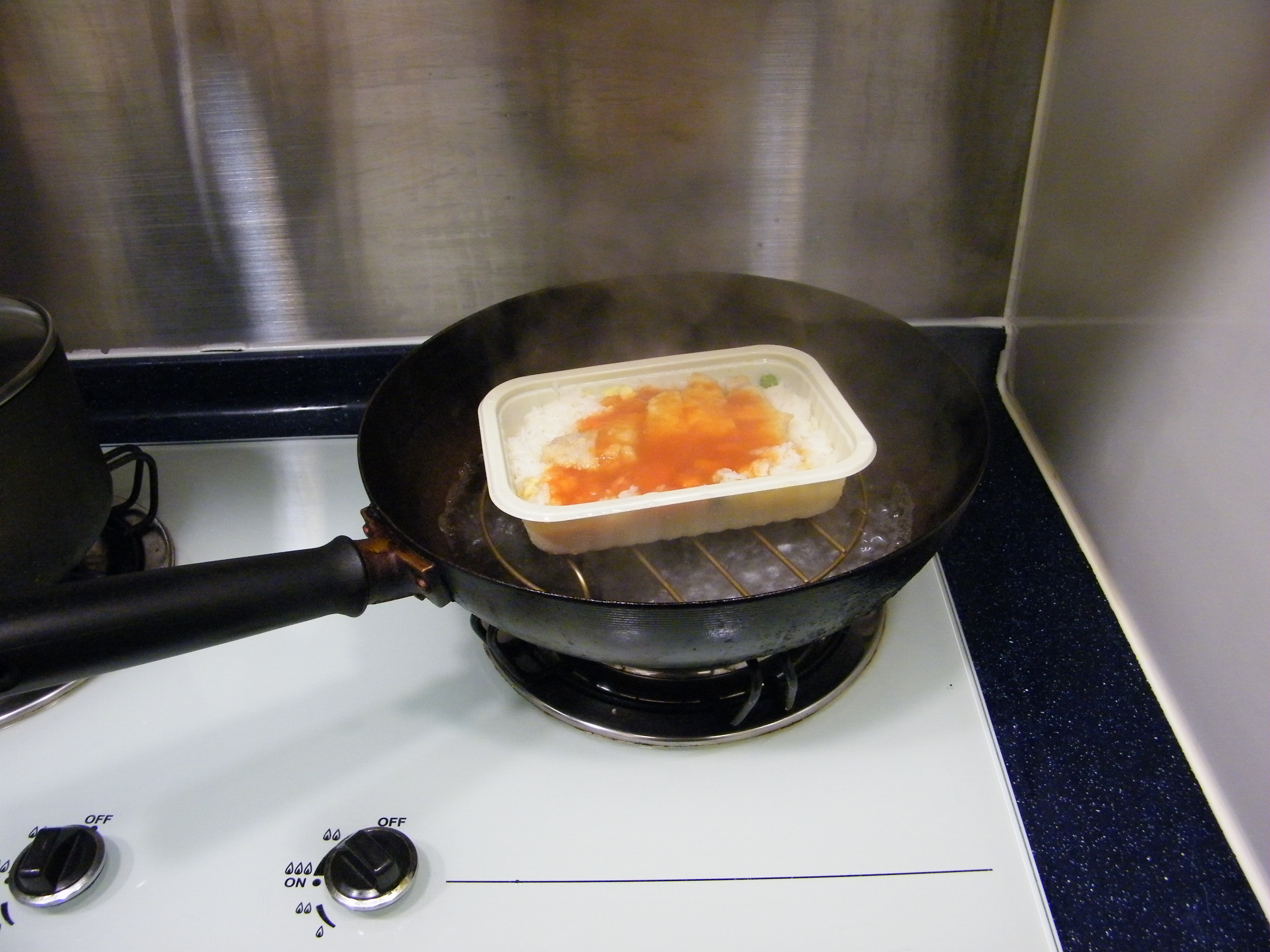
بخارپز کردن یک غذای یخ‌زده